# Anke Lindner
Pour les articles homonymes, voir Lindner.
Anke Lindner (née en 1971) est une physicienne et directrice de recherche franco-allemande spécialiste des fluides complexes. Elle travaille au laboratoire de physique et mécanique des milieux hétérogènes à Paris. En 2021, elle reçoit la médaille d'argent du CNRS.

## Biographie
Anke Lindner fait des études scientifiques à l'Université de Bayreuth. Elle entre à l'Université Pierre-et-Marie-Curie grâce au programme Erasmus et y découvre un intérêt pour les fluides complexes. En 2000, elle soutient sa thèse de doctorat sur les instabilités interfaciales dans les fluides complexes à l'École normale supérieure. Elle travaille pendant un an, comme consultante en stratégie à Zurich en Suisse. La recherche fondamentale lui manque et elle effectue des recherches postdoctorales à l'École supérieure de physique et de chimie industrielles de la ville de Paris sur la matière molle. 
Elle obtient un poste de maitre de conférences à l'Université Pierre-et-Marie-Curie et elle commence à effectuer ses recherches au laboratoire de physique et mécanique des milieux hétérogènes. En 2013, elle devient professeure à l’Université Paris-Diderot et continue à faire ses recherches dans le même laboratoire.
Ses recherches portent sur la mécanique des fluides et notamment sur fluides non newtonien. Leurs résultats visent la prévention de contamination bactérienne, le développement de nouveaux procédés de filtration pour la dépollution de l’eau ou la création d'un fluide de remplacement sanguin.

## Distinctions et récompenses
- 2015 : Bourse Consolidator Grant de près de 2 millions d'euros du Conseil européen de la recherche pour le projet Particle dynamics in the flow of complex suspensions[3]
- 2019 :
  - membre de la Société américaine de physique[4]
  - Prix Maurice Couette, Groupe français de Rhéologie[5]
- 2021 : Médaille d'argent du CNRS[1]